# Unterschenkel-Rundumschützer
Der Unterschenkel-Rundumschützer ist eine Vorrichtung zum Schutz des Unterschenkels, vor allem des Schienbeins.
Verletzungen des Unterschenkels sind oft äußerst kompliziert und haben lange Ausfallzeiten zur Folge. Besonders das Schienbein ist sehr gefährdet, da es nicht durch Muskelgewebe geschützt ist. Abgesehen davon, dass Verletzungen des Schienbeins sehr schmerzhaft sind, besteht die Möglichkeit, dass es durch leichte Schürfwunden zu einer Knochenhautentzündung kommt. Angewendet wird er vor allem im Bergbau.

## Entwicklungsgeschichte
Bis Anfang 1966 gab es nur Halbschalen aus Leichtmetall und Kunststoff, die zwar einen ausreichenden Schutz gegen Verletzungen des Schienbeins boten, den hinteren Teil des Unterschenkels jedoch vollkommen ungeschützt ließen. Um die vielen Unterschenkel-Verletzungen zu verhindern, wurde ein vollständiger Rundumschutz entwickelt.
Benötigt wurde ein Kunststoff, der sowohl formbeständig wie auch elastisch verformbar ist und gleichzeitig gute Festigkeitseigenschaften besitzt. Polyethylen erwies sich als geeigneter Werkstoff, mit dem es der Firma Paul Ködding eine runde Form des Schützers („Rundumschützers“) herstellen konnte. Mittels komfortabler Innenpolsterung werden Stöße und Schläge gegen den ganzen Unterschenkel weitgehend abgefangen. Für diesen Unterschenkel-Rundumschützer erhielt die Firma vom Patentamt 1966 einen Gebrauchsmusterschutz.